# Musócio
Musócio ou Mužok foi um monarca do século VI dos esclavenos durante as campanhas de Maurício nos Bálcãs. Ele enviou em 585 seu general Ardagasto no comando de um exército contra a Trácia bizantina. Anos depois, em 593, novamente enviou Ardagasto contra os bizantinos, mas na ocasião foi vítima duma emboscada liderada pelo tenente bizantino Alexandre durante uma cerimônia funeral para seu irmão.

## História

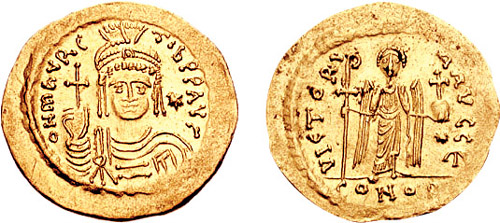
Soldo de Maurício r.

Mapa dos Bálcãs no século VI.

Ardagasto, um comandante de Musócio, fez raide na Trácia em 585, mas foi derrotado pelo comandante Comencíolo. Anos depois, em 593, ele novamente foi enviado para invadir os domínios bizantinos, forçando o imperador Maurício (r. 582–602) a enviar um exército sob o comandante-em-chefe Prisco e o comandante da infantaria Gentão para cruzar o Danúbio e então Durostoro (atual Silistra) e fazer um raide surpresa no território inimigo. O ataque ao acampamento inimigo foi bem-sucedido e os bizantinos, com ajuda dum gépida cristão, conseguiram interceptam aqueles que, segundo ele, seriam espiões enviados pelo rei Musócio que acabara de ouvir sobre o ataque contra Ardagasto.
Quando Alexandre retornou com o gépida e os cativos, o gépida recebeu presentes e organizou uma estratégia para trazer Musócio e seu exército para as mãos dos bizantinos. O gépida contactou Musócio e pediu para que enviasse um transporte através do rio Paspírio para o exército remanescente de Ardagasto. Musócio montou 150 monóxilos  e 30 remadores para cruzar o rio. No meio tempo, Prisco aproximou-se das margens e encontrou-se com o gépida e organizou uma emboscada com 200 homens sob ordens de Alexandre.
Na noite seguinte, os barqueiros foram pesadamente embriagados com vinho e caíram adormecidos. O gépida deu o sinal e a colônia eslava foi abatida, com os barcos levados em posse bizantina e preenchidos com 300 soldados caminhando em direção a Musócio. Uma cerimônia funerária do irmão de Musócio estava em curso com as pessoas fortemente embriagadas. Musócio foi surpreendido e levado vivo, porém os bizantinos realizaram um massacre até o amanhecer. Alguns eslavos escaparam e retornaram para matar alguns do soldados. Como resultado, Prisco enforcou os guardas negligentes.